# Rat der nationalen Versöhnung
Der Rat der nationalen Versöhnung (französisch: Conseil de Réconciliation Nationale) war eine Militärjunta, die von 11. April 1999 bis Dezember 1999 Niger regierte.
Nach dem Sturz der Vierten Republik (1996–1999) und dem gewaltsamen Tod von Staatspräsident Ibrahim Baré Maïnassara am 9. April 1999 sollte die Junta das Land bis zu den nächsten freien Wahlen regieren. Sie wurde von Daouda Malam Wanké, dem Anführer des Staatsstreichs, eingerichtet.
Der Rat der nationalen Versöhnung hatte 14 Mitglieder, die alle Offiziere aus den Reihen der Streitkräfte Nigers waren:
- Daouda Malam Wanké (Vorsitzender)
- Soumana Zanguina (stellvertretender Vorsitzender)
- Djibrilla Hima Hamidou (Sprecher)
- Moumouni Boureima
- Chékou Koré Lawel
- Ahmed Mohamed
- Amadou Diallo
- Abdoulaye Mounkaïla
- Salifou Mody
- Mamane Souley
- Aboubakar Amadou Sanda
- Adamou Garba
- Hamani Saliah
- Soumana Kalkoye

Das Amt des stellvertretenden Vorsitzenden wurde am 29. Juli 1999 abgeschafft. Nach den freien Präsidentschafts- und Parlamentswahlen am 24. November 1999 wurde der Rat der nationalen Versöhnung aufgelöst.